# Címek és megszólítások a Csoszon-dinasztiában
A Csoszon-dinasztia korában Koreában kiterjedt rendszer volt érvényben a királyi család és udvar tagjainak címeit és megszólítását illetően. A király általános megnevezése a vang (왕, 王) volt, Kodzsong 1897-ben hvangdzsévé (황제), azaz császárrá koronáztatta magát, ez a cím korábban csak a kínai uralkodónak járt ki. A hivatalos címek mellé különböző megszólítási módok tartoztak, attól függően, ki szólított meg kit.

## Királyi család

### Nevek
Az uralkodóknak Koreában (kínai szokást követve) számos nevük volt, a rangjukkal együtt változott. A fiúgyermek gyermekkori nevet kapott, majd amikor koronaherceggé nevezték ki, felnőttkori nevet és koronahercegi nevet kapott. Királyként az alábbi táblázatban lévő megszólítások jártak ki neki. Halálát követően több nevet is kapott: a Csoszon-királyokat két kivétellel az úgynevezett templomi nevükön (mjoho (myoho), 묘호) jegyzik (a királyok listájában is így szerepelnek), ezt akkor kapták, amikor a lélektáblájukat elhelyezték a Csongmjo (Jongmyo)-szentélyben. A templomi név kétféle végződésű lehetett, cso (조, 祖, „alapító”, jo) és csong (종, 宗, jong). Az első szótag a királyra jellemző jelző volt. A másik név a posztumusz név (siho, 시호), amely egy hosszabb név, az uralkodására jellemző jelzőkkel. Például Kjongdzsong (Gyeongjong) király posztumusz neve Kjongdzsong Kakkong Tokmun Ingmu Szunon Szonhjo Tevang (경종각공덕문익무순인선효대왕, Gyeongjong Gakgong Deokmun Ingmu Sunin Seonhyo Daewang), a Kjongdzsong (Gyeongjong) a templomi neve.

### Címek és megszólítások
A megszólításokat vagy a névvel, vagy a címmel, vagy mindkettővel kombinálták, például:
- Thedzso tevang mama: „őfelsége [az elhunyt] Thedzso király”
- Tonggung mama (kedveskedő, csak idősebb hozzátartozók mondhatták); Szedzsa csoha: „őfelsége a koronaherceg”
- Kongdzsu agissi, (gyermekkorban); kongdzsu mama (felnőttkorban): „őfelsége a hercegnő”

| Cím                                                                  | Cím                                          | Cím                                | Cím                                                                | A címhez tartozó megszólítások | A címhez tartozó megszólítások | A címhez tartozó megszólítások | A címhez tartozó megszólítások | Magyarázat |
| Magyaros                                                             | Hangul                                       | Handzsa                            | Átdolgozott átírás                                                 | Magyaros                       | Hangul                         | Handzsa                        | Átdolgozott átírás             | Magyarázat |
| -------------------------------------------------------------------- | -------------------------------------------- | ---------------------------------- | ------------------------------------------------------------------ | ------------------------------ | ------------------------------ | ------------------------------ | ------------------------------ | --- |
| Kongdzsu                                                             | 공주                                         | 公主                               | Gongju                                                             | Agissi Mama                    | 아기씨 마마                    | – 媽媽                         | Agissi Mama                    | A királynak a királynétól született lányának megnevezése („hercegnő”) és megszólítása (gyermekkorban agissi, felnőttkorban mama). |
| Kun Vangdzsa                                                         | 군 왕자                                      | 君 王子                            | Gun Wangja                                                         | Tegam                          | 대감                           | 大監                           | Daegam                         | A király ágyastól született fiainak, illetve a nem trónörököstől született unokáinak titulusa („herceg”) és megszólítása („őméltósága”). A felnőttkor elérése előtt a Vangdzsa címet és megszólítást viselték.                                            |
| Kunbuin                                                              | 군부인                                       | 郡夫人                             | Gunbuin                                                            | Mama                           | 마마                           | 媽媽                           | Mama                           | A Kun titulust viselő hercegek feleségének címe és megszólítása. |
| Kunü                                                                 | 군위                                         | 君尉                               | Gunui                                                              | Puma                           | 부마                           | 駙馬                           | Buma                           | A király vője, azaz a hercegnő férje. |
| Ongdzsu                                                              | 옹주                                         | 翁主                               | Ongju                                                              | Agissi Mama                    | 아기씨 마마                    | – 媽媽                         | Agissi Mama                    | A király ágyasaitól született lányainak megnevezése („hercegnő”) és megszólítása (gyermekkorban agissi, felnőttkorban mama). |
| Pubuin                                                               | 부부인                                       | 府夫人                             | Bubuin                                                             | Mama                           | 마마                           | 媽媽                           | Mama                           | A Tegun címet viselő herceg feleségének megnevezése és megszólítása. |
| Pudebuin                                                             | 부대부인                                     | 府大夫人                           | Budaebuin                                                          | Mama                           | 마마                           | 媽媽                           | Mama                           | A Tevongun feleségének címe és megszólítása. |
| Puvongun                                                             | 부원군                                       | 府院君                             | Buwongun                                                           | Tegam                          | 대감                           | 大監                           | Daegam                         | A királyné apjának címe (kb. „herceg”) és megszólítása (kb. „méltósággos úr, nagyúr”). |
| Szangvang                                                            | 상왕                                         | 上王                               | Sangwang                                                           | Csonha                         | 전하                           | 殿下                           | Jeonha                         | Korábbi király, aki gyermeke javára lemondott a trónról. |
| Szondevang                                                           | 선대왕                                       | 先大王                             | Seondaewang                                                        | Mama                           | 마마                           | 媽媽                           | Mama                           | Elhunyt korábbi király címe, illetve megszólítása. Lásd még: Tevang |
| Tebi                                                                 | 대비                                         | 大妃                               | Daebi                                                              | Mama                           | 마마                           | 媽媽                           | Mama                           | Az özvegy királyné címe és megszólítása. |
| Tegun                                                                | 대군                                         | 大君                               | Daegun                                                             | Tegam                          | 대감                           | 大監                           | Daegam                         | A király királynétól született, nem trónvárományos fiának rangja („nagyherceg”) és megszólítása („őméltósága”). |
| Theszangvang                                                         | 태상왕                                       | 太上王                             | Taesangwang                                                        | Csonha                         | 전하                           | 殿下                           | Jeonha                         | A Szangvang előtt lemondott király. |
| Theszangvangbi                                                       | 태상왕비                                     | 太上王妃                           | Taesangwangbi                                                      | Mama                           | 마마                           | 媽媽                           | Mama                           | A Teszangvang címet viselő korábbi király feleségének titulusa és megszólítása. |
| Tevang                                                               | 대왕                                         | 大王                               | Daewang                                                            | Mama                           | 마마                           | 媽媽                           | Mama                           | Elhunyt korábbi király címe, illetve megszólítása. Lásd még: Szondevang |
| Tevangdebi                                                           | 대왕대비                                     | 大王大妃                           | Daewangdebi                                                        | Mama                           | 마마                           | 媽媽                           | Mama                           | A király dédnagyanyjának titulusa és megszóllítása. |
| Tevongun                                                             | 대원군                                       | 大院君                             | Daewongun                                                          | Mama                           | 마마                           | 媽媽                           | Mama                           | Amennyiben az uralkodó apja nem volt maga is uralkodó, ezt a címet viselte. Előfordult, hogy amennyiben a királynak nem volt örököse (vagy politikai okokból), a királyi család más tagjának gyermekét választották a trónra. Jelentése kb. „nagyherceg”. |
| Vang Csuszang Imgum Narannim Kukvang Kumszang Szanggam Tedzson Kvain | 왕 주상 임금 나랏님 국왕 금상 상감 대전 과인 | 王 下上 – 國王 今上 上監 大殿 寡人 | Wang Jusang Imgeum Narannim Gugwang Geumsang Sanggam Daejeon Gwain | Csonha                         | 전하                           | 殿下                           | Jeonha                         | Az éppen aktuális uralkodó titulusa és megnevezése: „király”. Többféleképp hívták, attól is függően, ki volt a beszélő és milyen szituációban kellett használni a szót.                                                                                   |
| Vangbi Csungdzson                                                    | 왕비 중전                                    | 王妃 中殿                          | Wangbi Jungjeon                                                    | Mama                           | 마마                           | 媽媽                           | Mama                           | A királyné megszólítása és titulusai. |
| Vanghu                                                               | 왕후                                         | 王后                               | Wanghu                                                             |                                |                                |                                |                                | A királyné (vangbi) posztumusz titulusa, például Mundzsong királyné titulusa is ez lett halála után (문정왕후, Mundzsong vanghu). |
| Vangdebi                                                             | 왕대비                                       | 王大妃                             | Wangdaebi                                                          | Mama                           | 마마                           | 媽媽                           | Mama                           | A tebi címet viselő özvegy királynénál idősebb női királyi családtag, például a király nagyanyja vagy nagynénje viselte ezt a titulust. |
| Vangszedzsa Szedzsa Tonggung                                         | 왕세자 세자 동궁                             | 王世子 世子 東宮                   | Wangseja Seja Donggung                                             | Csoha Mama                     | 저하 저하 마마                 | 邸下 邸下 媽媽                 | Jeoha Jeoha Mama               | A trónörökös címei és megszólítása. |
| Vangszedzsabin Szedzsabin Pingung                                    | 왕세자빈 세자빈 빈궁                         | 王世子嬪 世子嬪 嬪宮               | Wangsejabin Sejabin Bingung                                        | Mama                           | 마마                           | 媽媽                           | Mama                           | A trónörökös feleségének, azaz a koronahercegnének a titulusai és megszólítása. |
| Vangszedzse                                                          | 왕세제                                       | 王世弟                             | Wangseje                                                           | Csoha                          | 저하                           | 邸下                           | Jeoha                          | A király trónörökössé kinevezett öccse. |
| Vangszeszon                                                          | 왕세손                                       | 王世孫                             | Wangseson                                                          | Hapha                          | 합하                           | 閤下                           | Hapa                           | A trónörökös fiának, a király unokájának címe és megszólítása. |
| Vondzsa                                                              | 원자                                         | 元子                               | Wonja                                                              | Mama                           | 마마                           | 媽媽                           | Mama                           | A király legidősebb fiának címe és megszólítása koronaherceggé válása előtt. |

### Hitvesek és ágyasok
A háremben (hugung, 후궁/ 後宮) élő hitveseknek és az ágyasoknak rangsora volt, ennek megfelelően változott a titulusuk és a megszólításuk. A titulushoz a mama (마마 / 媽媽) megszólítás járt. 
A rangok sorrendben legmagasabbtól a legalacsonyabbig, a királyné után:
| Magyaros              | Hangul             | Handzsa            | Átd. átírás        | Rang               |
| Feleségek (Pi, 비)    | Feleségek (Pi, 비) | Feleségek (Pi, 비) | Feleségek (Pi, 비) | Feleségek (Pi, 비) |
| --------------------- | ------------------ | ------------------ | ------------------ | ------------------ |
| Kübi                  | 귀비               | 貴妃               | Gwibi              | szenior 1 (정1품)  |
| Szukpi                | 숙비               | 淑妃               | Sukbi              | szenior 1 (정1품)  |
| Vonbi                 | 원비               | 元妃               | Wonbi              | szenior 1 (정1품)  |
| Tokpi                 | 덕비               | 德妃               | Deokbi             | szenior 1 (정1품)  |
| Hjonbi                | 현비               | 賢妃               | Hyeonbi            | szenior 1 (정1품)  |
| Ágyasok (Kübin, 귀빈) |                    |                    |                    |                    |
| Pin                   | 빈                 | 嬪                 | Bin                | szenior 1 (정1품)  |
| Küin                  | 귀인               | 貴人               | Gwiin              | junior 1 (종1품)   |
| Szoi                  | 소의               | 昭儀               | Soui               | szenior 2 (정2품)  |
| Szugi                 | 숙의               | 淑儀               | Sugui              | junior 2 (종2품)   |
| Szojong               | 소용               | 昭容               | Soyong             | szenior 3 (정3품)  |
| Szugjong              | 숙용               | 淑容               | Sugyeong           | junior 3 (종3품)   |
| Szovon                | 소원               | 昭媛               | Sowon              | szenior 4 (정4품)  |
| Szugvon               | 숙원               | 淑媛               | Sugwon             | junior 4 (종4품)   |
| Trónörökös ágyasai    |                    |                    |                    |                    |
| Jangdzse              | 양제               | 良娣               | Yangje             | junior 2 (종2품)   |
| Jangvon               | 양원               | 良媛               | Yangwon            | junior 3 (종3품)   |
| Szunghü               | 승휘               | 承徽               | Seunghwi           | junior 4 (종4품)   |
| Szohun                | 소훈               | 昭訓               | Sohun              | junior 5 (종5품)   |

## Királyi udvar

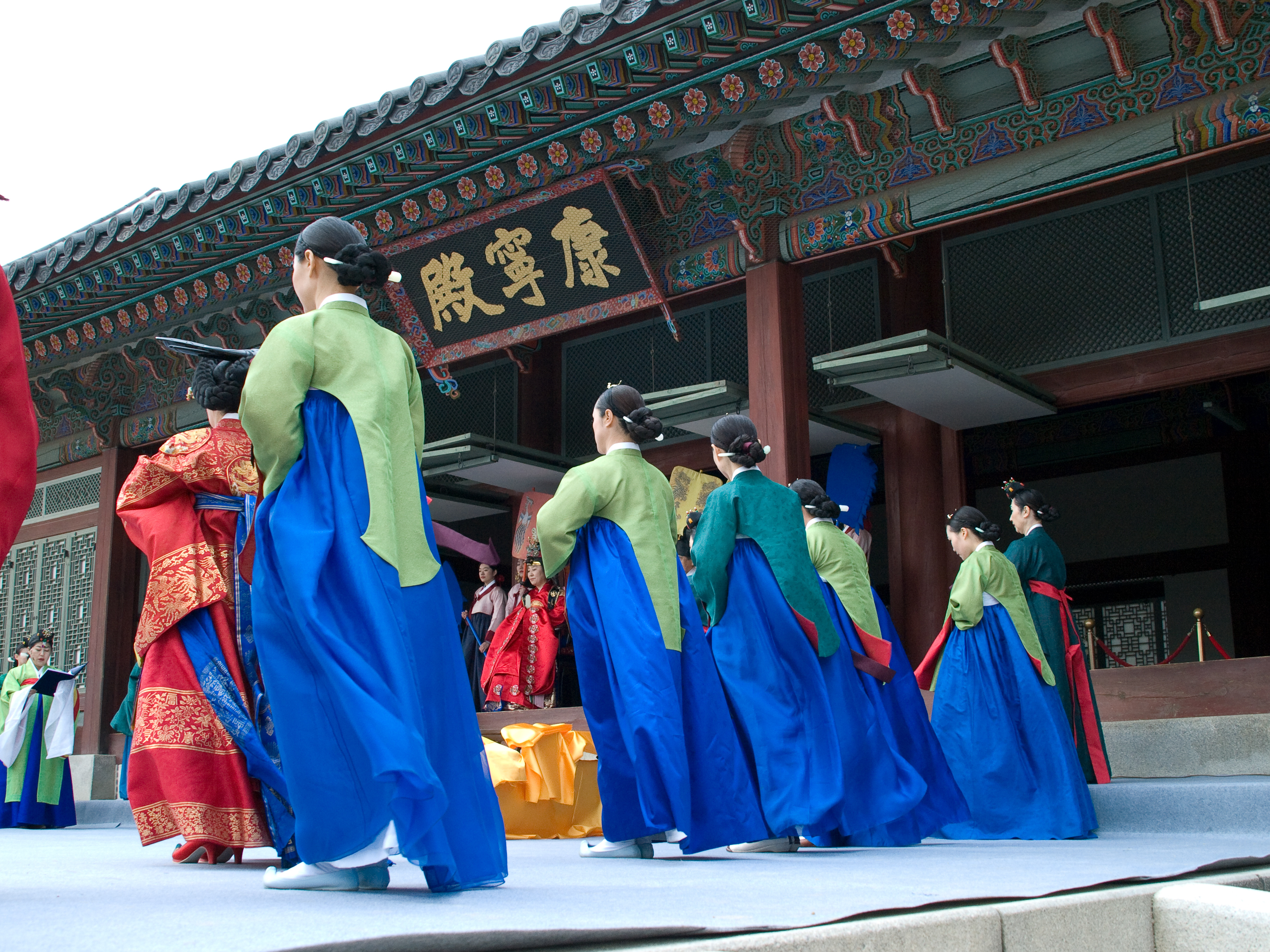
A kungnjók jellegzetes öltözete

| Magyaros                      | Hangul                        | Handzsa                       | Átd. átírás                   | Rang                          |
| Palotahölgyek (kungnjo, 궁녀) | Palotahölgyek (kungnjo, 궁녀) | Palotahölgyek (kungnjo, 궁녀) | Palotahölgyek (kungnjo, 궁녀) | Palotahölgyek (kungnjo, 궁녀) |
| ----------------------------- | ----------------------------- | ----------------------------- | ----------------------------- | ----------------------------- |
| Szanggung                     | 상궁                          | 尙宮                          | Sanggung                      | szenior 5 (정5품)             |
| Szangi                        | 상의                          | 尙儀                          | Sangui                        | szenior 5 (정5품)             |
| Szangbok                      | 상복                          | 尙服                          | Sangbok                       | junior 5 (종5품)              |
| Szangsik                      | 상식                          | 尙食                          | Sangshik                      | junior 5 (종5품)              |
| Szangcshim                    | 상침                          | 尙寢                          | Sangchim                      | szenior 6 (정6품)             |
| Szanggong                     | 상공                          | 尙功                          | Sanggong                      | szenior 6 (정6품)             |
| Szangdzsong                   | 상정                          | 尙正                          | Sangjeong                     | junior 6 (종6품)              |
| Szanggi                       | 상기                          | 尙記                          | Sanggi                        | junior 6 (종6품)              |
| Csonbin                       | 전빈                          | 典賓                          | Jeonbin                       | szenior 7 (정7품)             |
| Csoni                         | 전의                          | 典衣                          | Jeoni                         | szenior 7 (정7품)             |
| Csonszon                      | 전선                          | 典膳                          | Jeonseon                      | szenior 7 (정7품)             |
| Csonszol                      | 전설                          | 典設                          | Jeonseol                      | junior 7 (종7품)              |
| Csondzse                      | 전제                          | 典製                          | Jeongje                       | junior 7 (종7품)              |
| Csonon                        | 전언                          | 典言                          | Jeoneon                       | junior 7 (종7품)              |
| Csoncshan                     | 전찬                          | 典贊                          | Jeonchan                      | szenior 8 (정8품)             |
| Csonsik                       | 전식                          | 典飾                          | Jeonshik                      | szenior 8 (정8품)             |
| Csonjak                       | 전약                          | 典藥                          | Jeonyak                       | szenior 8 (정8품)             |
| Csondung                      | 전등                          | 典燈                          | Jeondeung                     | junior 8 (종8품)              |
| Csoncshe                      | 전채                          | 典彩                          | Jeonchae                      | junior 8 (종8품)              |
| Csondzsong                    | 전정                          | 典正                          | Jeonjeong                     | junior 8 (종8품)              |
| Csugung                       | 주궁                          | 奏宮                          | Jugung                        | szenior 9 (정9품)             |
| Csuszang                      | 주상                          | 奏商                          | Jusang                        | szenior 9 (정9품)             |
| Csugak                        | 주각                          | 奏角                          | Jugak                         | szenior 9 (정9품)             |
| Csubjondzsing                 | 주변징                        | 奏變徵                        | Jubyeonjing                   | junior 9 (종9품)              |
| Csudzsing                     | 주징                          | 主徵                          | Jujing                        | junior 9 (종9품)              |
| Csuu                          | 주우                          | 奏羽                          | Juu                           | junior 9 (종9품)              |
| Csubjongung                   | 주변궁                        | 奏變宮                        | Jubyeongung                   | junior 9 (종9품)              |
| Eunuchok (nesi, 내시)         |                               |                               |                               |                               |
| Szangszon                     | 상선                          | 尙膳                          | Sangseon                      | junior 2 (종2품)              |
| Szangon                       | 상온                          | 尙醞                          | Sangon                        | szenior 3 (정3품)             |
| Szangda                       | 상다                          | 尙茶                          | Sangda                        | szenior 3 (정3품)             |
| Szangjak                      | 상약                          | 尙藥                          | Sangyak                       | junior 3 (종3품)              |
| Szangdzson                    | 상전                          | 尙傳                          | Sangjeon                      | szenior 4 (정4품)             |
| Szangcshek                    | 상책                          | 尙冊)                         | Sangchaek                     | junior 4 (종4품)              |
| Szangho                       | 상호                          | 尙弧                          | Sangho                        | szenior 5 (정5품)             |
| Szangthang                    | 상탕                          | 尙帑                          | Sangtang                      | junior 5 (종5품)              |
| Szangsze                      | 상세                          | 尙洗                          | Sangse                        | szenior 6 (정6품)             |
| Szangcshok                    | 상촉                          | 尙燭                          | Sangchok                      | junior 6 (종6품)              |
| Szanghve                      | 상훼                          | 尙煊                          | Sanghwe                       | szenior 7 (정7품)             |
| Szangszol                     | 상설                          | 尙設                          | Sangseol                      | junior 7 (종7품)              |
| Szangdzse                     | 상제                          | 尙除                          | Sangje                        | szenior 8 (정8품)             |
| Szangmun                      | 상문                          | 尙門                          | Sangmun                       | junior 8 (종8품)              |
| Szanggjong                    | 상경                          | 尙更                          | Sanggyeong                    | szenior 9 (정9품)             |
| Szangvon                      | 상원                          | 尙苑                          | Sangwon                       | junior 9 (종9품)              |